# عبد الله القصاب
عبد الله القصاب هو سياسي عراقي شغل منصب وزير الداخلية في وزارة أرشد العمري الأولى.

## سيرته
درس العلوم العربية في المدارس العلمية، وتخرج من كلية الحقوق سنة 1927، وشغل مناصب إدارية.
بعد تخرجه عين مديرا لناحية الحيرة، ثم قائممقام لقضاء السماوة، ثم مديرا لقضايا العشائر في وزارة الداخلية، كما كان عضوا في لجان التحقيق لقضايا الفرهود التي حدثت عام 1941. ثم شغل منصب متصرف لواء الديوانية ثم وزيرا للداخلية عام 1946. استقال من منصب وزير الداخلية في 17 آب 1946 بعد حادثة كاورباغي.
شغل منصب أمين بغداد للفترة 1 تشرين الأول 1951 ولغاية 1 شباط 1953.
بعدها شغل منصب متصرف لواء الموصل ثم أمين بغداد، ثم مديرا عاما لجمعية التمور العراقية. كما انتخب نائبا عن المحمودية، ثم انتخب نائبا لرئيس مجلس الاتحاد العربي الهاشمي عام 1958.
توفي يوم الخميس 18 كانون الثاني 1962 وعمره لم يتجاوز الستين.

## نسبه وعائلته
هو عبد الله بن العلامة السيد عباس حلمي أمين الفتوى ببغداد ومفتي سامراء وهو ابن السيد محمد بن عبد اللطيف بن محمد بن حسن بن ناصر بن علي بن حسين بن درع الجشعمي الراوي، نزل جده الشيخ درع في راوة في القرن السابع عشر، ثم انتقل حسين إلى جانب الكرخ من بغداد، وكان يتاجر بالغنم والخيل.
له أربعة أخوات، وله ولد واحد اسمه غازي. أما عدنان القصاب فهو ابن اخته.
وله من الأعمام الشيخ محمد رشيد القصاب وعبد الرحمن والسيد أمين والشيخ عبد الفتاح، أما عمه عبد العزيز القصاب، شغل عدة مناصب وزارية ونيابية، وأبناء عبد العزيز هم عبد المجيد بن عبد العزيز القصاب القشعم  الذي شغل منصب وزير الصحة في عام 1952، ثم في عام 1954، وكذلك وزيرا للمعارف في عام 1953،  وكذلك خالد والمهندس سعدون والدكتورة سعاد وبلقيس.